# Piano no mori
Pour le film d’animation, voir Piano Forest.
Autre
Piano no mori (ピアノの森 -The perfect world of KAI-, Piano no mori: The Perfect World of Kai, litt. La forêt du piano : Le monde parfait de Kai.) est un manga de Makoto Isshiki. La prépublication débute en 1998 dans le magazine Young Magazine Uppers, avant que le manga soit transféré dans le magazine Morning de l'éditeur Kōdansha. Le dernier chapitre est publié le 5 novembre 2015 et la série compte 26 tomes, dont le dernier sort le 22 décembre 2015.
Il a été adapté en film d'animation réalisé par Masayuki Kojima en 2007. Celui-ci est distribué en France par Kazé sous le titre Piano Forest. Une adaptation en série télévisée d'animation par le studio Fukushima Gainax est diffusée entre avril 2018 et avril 2019.

## Synopsis
Shûhei Amamiya est un garçon de bonne famille dont le rêve est de devenir un grand pianiste comme son père. Un jour il déménage de Tokyo pour aller vivre quelque temps chez sa grand-mère malade. Là il y rencontre Kaï Ichinose, un jeune garçon issu d'une famille pauvre et devient son ami. Dans leur classe, pour être respecté, il faut aller jouer du piano abandonné dans la forêt et que l'on dit cassé. Kaï, qui se dit propriétaire du piano, se révèle être le seul à pouvoir en jouer et est de surcroit très doué. Cette rencontre marque le début de l'apprentissage du piano entre deux enfants talentueux : l'un fils de bonne famille, l'autre, enfant des rues mais ayant en commun une passion : le piano.

## Manga

### Liste des volumes
| no | Japonais          | Japonais          |
| no | Date de sortie    | ISBN              |
| -- | ----------------- | ----------------- |
| 1  | 6 août 1999       | 978-4-06-346030-8 |
| 2  | 6 août 1999       | 978-4-06-346031-5 |
| 3  | 8 octobre 1999    | 978-4-06-346040-7 |
| 4  | 7 avril 2000      | 978-4-06-346056-8 |
| 5  | 7 août 2000       | 978-4-06-346067-4 |
| 6  | 7 mars 2001       | 978-4-06-346097-1 |
| 7  | 7 septembre 2001  | 978-4-06-346118-3 |
| 8  | 17 mai 2002       | 978-4-06-346142-8 |
| 9  | 8 novembre 2002   | 978-4-06-346169-5 |
| 10 | 22 juillet 2005   | 978-4-06-372449-3 |
| 11 | 22 décembre 2005  | 978-4-06-372483-7 |
| 12 | 21 avril 2006     | 978-4-06-372509-4 |
| 13 | 22 décembre 2006  | 978-4-06-372554-4 |
| 14 | 22 juin 2007      | 978-4-06-372610-7 |
| 15 | 23 mai 2008       | 978-4-06-372675-6 |
| 16 | 21 août 2009      | 978-4-06-372752-4 |
| 17 | 23 mars 2010      | 978-4-06-372881-1 |
| 18 | 23 juillet 2010   | 978-4-06-372917-7 |
| 19 | 22 novembre 2010  | 978-4-06-372954-2 |
| 20 | 23 septembre 2011 | 978-4-06-372980-1 |
| 21 | 22 novembre 2011  | 978-4-06-387022-0 |
| 22 | 23 août 2012      | 978-4-06-387099-2 |
| 23 | 23 mai 2013       | 978-4-06-387117-3 |
| 24 | 23 mai 2014       | 978-4-0638-8324-4 |
| 25 | 23 octobre 2014   | 978-4-0638-8389-3 |
| 26 | 22 décembre 2015  | 978-4-06-388485-2 |

## Adaptations

### Film d’animation
Piano no mori est adapté en 2007 au cinéma par Masayuki Kojima sous le titre Piano Forest.

### Série télévisée d’animation
L'adaptation en série télévisée d'animation est annoncée en octobre 2017. La série est composée de deux saisons de 12 épisodes, la première étant diffusée à partir d'avril 2018 et la deuxième à partir de janvier 2019.

#### Distribution
Version originale
- Sōma Saitō : Kai Ichinose[5]
- Junichi Suwabe : Sōsuke Ajino[5]
- Natsuki Hanae : Shūhei Amamiya[5]
- Aoi Yūki : Takako Maruyama[6]
- Ryoko Shiraishi : Kai Ichinose (enfant)[5]
- Yō Taichi : Shuhei Amamiya (enfant)[5]
- Hideyuki Tanaka : Yōichirō Amamiya[6]
- Marie Miyake : Namie Amamiya[6]
- Māya Sakamoto : Reiko Ichinose[6]
- Bin Shimada : Jean-Jacques Theroux[6]

Version française
- Rémi Caillebot : Kai Ichinose[6]
- Arnaud Arbessier : Sōsuke Ajino[6]
- Grégory Laisné : Shūhei Amamiya[6]
- Anais Delva : Takako Maruyama[6]
- Audrey Sablé : Kai Ichinose (enfant)[6]
- Sophie Arthuys : Shuhei Amamiya (enfant)[6]
- Olivier Cordina : Yōichirō Amamiya[6]
- Pascale Chemin : Namie Amamiya[6]
- Alexia Papineschi : Reiko Ichinose[6]
- Philippe Ariotti : Jean-Jacques Serrault[6]